# Rudolph Fittig
Wilhelm Rudolph Fittig (Hambourg, 6 décembre 1835 - Strasbourg, 19 novembre 1910) est un chimiste allemand qui travaille en chimie organique. Il découvre le mésitylène, le diacétyle, le biphényle, les premières lactones, ainsi qu'une façon de les synthétiser. Il a également découvert un procédé de conversion des halogénobenzènse en alkylbenzènes qui porte son nom, la réaction de Fittig, ainsi que la transposition pinacolique. Il proposa une structure de dicétone pour la benzoquinone, isola le phénanthrène du goudron de houille, et étudia les structures de la pipérine, du naphtalène et du fluorène.
La Royal Society lui décerne la Médaille Davy en 1906.

## Biographie
Rudolph Fittig est le fils d'un professeur d'école privée à Hambourg. Les conditions de vie sont très modestes, le jeune Fittig travaille donc à l'âge de 16 ans comme enseignant dans une école privée. Il obtient également une bourse d'études de la fondation Pestalozzi. En 1856, il commence des études en science à l'université de Göttingen. Il y suit des cours de physique, de botanique, de technologie, mais également les cours de chimie de Friedrich Wöhler. En octobre 1858, il termine ses études en chimie avec une thèse sur « quelques produits de la distillation sèche des sels de l'acide acétique » (Ueber einige Producte der trockenen Destillation essigsaurer Salze), sous la direction de Heinrich Limpricht. Il travaille ensuite avec Friedrich Konrad Beilstein comme assistant de Friedrich Wöhler. En août 1860, Fittig obtient son habilitation, avec une thèse sur Auguste Laurent et Jean-Baptiste Dumas et leur influence sur la chimie organique théorique.
Il rédige alors plusieurs manuels, Grundriß der organischen Chemiell (Berlin, 1863), Grundriss der Chemie (Leipzig 1871, 1873).
En 1866, Fittig devient professeur titulaire à Göttingen, et en 1870, il part pour Tübingen où il succède à Adolph Strecker. Il succède enfin en 1876 à Adolf von Baeyer à l'université de Strasbourg, où un nouveau laboratoire de chimie est construit sous sa direction,. En 1895/1896, Fittig devient le recteur de l'université. Il termine sa carrière en 1902, Johannes Thiele prenant sa succession.

## Travaux

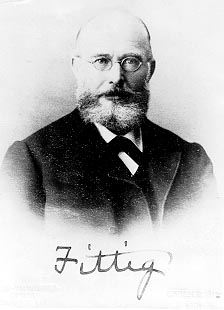
Rudolph Fittig

Les travaux de Fittig couvrent de larges pans de la chimie organique. Ses premières recherches concernèrent les composés carbonylés (aldéhydes et cétones).
En 1859, il focalise ses recherches sur l'acétone, dont il veut prouver (à tort) qu'elle est un alcool, en préparant pour cela un sel de potassium de sa forme « alcoolate ». Il découvre ce faisant, par erreur, une réaction appelée aujourd'hui « couplage pinacolique ». Il obtient un produit facilement cristallisable, qu'il pense être un dimère d'acétone, et qu'il nomme « paracétone ». Cela provoqua une dispute avec son collègue Georg Städeler (de) au sujet des structures des produits de réduction et de condensation de l'acétone. Städeler lui prouva que cette substance contenait plus d'hydrogène que l'acétone, et il la baptisa « pinacone », du fait de l'aspect tabulaire de ses cristaux. Ce nouveau produit était en réalité un diol vicinal, le pinacol (2,3-diméthyl-2,3-butanediol), mais la présence d'autres sous-produits de la réaction (diacétone alcool, oxyde de mésityle, pinacolone) rendit difficile et retarda son identification.
En le faisant réagir en milieu acide, Fittig découvre accidentellement une seconde réaction aujourd'hui connue sous le nom de « transposition pinacolique » ou « réarrangement pinacolique », où un 1,2-diol se réarrange en aldéhyde ou cétone sous catalyse acide,. Dans le cas de Fittig, ce diol, le pinacol, se réarrange en 3,3-diméthylbutanone (pinacolone). Il l'oxyde enfin en un dernier composé, l'acide triméthylacétique (acide pivalique) par réaction avec le dichromate. À chaque fois, l'interprétation des résultats par Fittig fut incorrecte, et ce n'est qu'une décennie plus tard que ces produits furent identifiés correctement par le chimiste russe Alexandre Boutlerov qui avait préparé de son côté l'acide triméthylacétique, et confirma qu'il s'agissait du même composé produit par Fittig.
In 1855, le chimiste français Charles Adolphe Wurtz montra que lorsqu'on faisait réagir des iodures d'alkyle avec du sodium, les résidus alkyle se combinaient pour former des hydrocarbures plus complexes,, une réaction connue aujourd’hui sous le nom de « réaction de Wurtz » :
R-I + R'-I +2 Na → R-R' + 2 NaI
De son côté, en travaillant sur l'oxydation du toluène (contaminé avec du xylène - dont le produit d'oxydation fut détecté durant l'expérience) par de l'acide nitrique dilué, Fittig découvre l'acide toluique. Il s'intéresse dès lors aux dérivés alkylés du benzène, dont la structure était alors inconnue. Les dérivés bromés du benzène étant facile à synthétiser, leurs différents isomères de position facilement identifiables (par leur point de fusion et d'ébullition), il était intéressant de trouver une réaction permettant de substituer le brome par des groupes alkyles.
Il tenta d'abord de faire réagir le bromobenzène avec le cyanure pour obtenir le benzonitrile. Contrairement avec les composés aliphatiques bromés, ces tentatives échouèrent. S'inspirant alors de la réaction de Wurtz, il prépare du chlorure de benzyle et le fait réagir avec du sodium sur le bromobenzène, ce qui lui permit de remplacer le brome par le groupe benzyle. Il développe dès lors cette méthode, avec Bernhard Tollens, et parvient ainsi à produire de l'éthylbenzène et du butylbenzène (de). Il répète ensuite l'opération avec le bromobenzène, le sodium et les iodures de méthyle, d'éthyle et de propyle et obtient respectivement le toluène, l'éthylbenzène et le propylbenzène,.
On appelle aujourd'hui ce procédé la réaction de Wurtz-Fittig.
Ce long travail de Fittig sur les homologues du benzène inspirera par ailleurs Kekulé à publier ses idées sur la structure noyau de benzène.
Entre 1867 et 1870, Fittig et ses collaborateurs convertirent les mono-, di- et tribromotoluène en xylène, mésitylène et tétraméthylbenzène (de).
Une autre tâche importante accomplie fut l'élucidation de la structure de la quinone. Fittig clarifia simultanément la structure de l'anthraquinone avec Zincke, mais la structure qu'il proposa pour la benzoquinone resta longtemps en suspens faute de preuve, la position relative des groupes cétone (ortho, méta- ou para) posant question. Ce n'est qu'après la synthèse des oximes par Heinrich Goldschmidt que la question fut définitivement tranchée.
En 1870, avec l'aide de Paul Bieber, Fittig travailla sur la réaction de Perkin et parvint à déterminer un mécanisme qui semblait plus en accord avec les données expérimentales. Il montra notamment qu'il se produisait une condensation aldolique suivie d'une déshydratation. Incidemment, ces recherches permirent de déterminer la structure de la coumarine, le composé odorant principal du gaillet odorant, ainsi que sa méthode de formation à partir de l'acide coumarique. Il parvint également à utiliser avec succès l'anhydride succinique (en) dans la réaction de Perkin en lieu et place de l'anhydride acétique.
Avec E. Ostermeier, Fittig travailla sur les hydrocarbures extraits de la fraction à haut point d'ébullition du distillat de goudron de houille. Il y découvre le fluoranthène et parvient à déterminer la structure du phénanthrène.
En 1871, avec Ira Remsen, un de ses doctorants, il parvient à établir la structure de la pipérine, un alcaloïde.
Dans les années 1880, Fittig et son équipe s'intéressent aux acides insaturés, notamment aux dérivés de l'acide crotonique. Il expérimente l'addition du bromure d'hydrogène à l'acide cinnamique ou à l'acide « éthylcrotonique » (acide 2-éthylbut-2-énoïque), suivi d'un dégagement de dioxyde de carbone après chauffage. Il découvre ainsi les anhydrides internes des oxoacides qu'il appelle « lactones ». Durant cette période, Fittig découvre également le procédé permettant de polymériser le méthacrylate de méthyle [réf. souhaitée], qui permettra bien des années plus tard la découverte du polyméthacrylate de méthyle (PMMA/Plexiglas).
En 1883, avec son doctorant Hugo Erdmann, il découvre que la déshydratation de l'« acide isophénylcrotonique » (l'acide styrylacétique, équivalent de l'acide isocrotonique, avec un groupe phényle en γ) produit l'α-naphtol, une observation qui permit de comprendre la nature du naphtalène.
Pour ses travaux reconnus par ses pairs, il reçoit la médaille Davy de la Royal Society en 1906.

## Publications
- Grundriss der Chemie, 6. Aufl. Berlin 1863.
- Beiträge zur Prüfung des additiven Verhaltens der Molekularwärme, speciell organischer Verbindungen, Göttingen 1900.